# 陸奧守吉行
陸奥守吉行（むつのかみよしゆき，1650年—1710年）是陸奧国中村（現：福島縣相馬市中村），以及攝津国住吉（現：大阪府大阪市住吉区）出身的刀匠。本名森下平助，移居到土佐後，也稱為土佐吉行。

## 經歴
為同是刀匠的播磨守吉成的次子，上野守吉国之弟。之後成為山岡家養子，並投入 大坂刀匠・大和守吉道（初代）門下進行製刀修行。
土佐藩於元祿年間招聘吉行為同藩的鍛治奉行。其作品在土佐的刀中也得到特別優秀的評價。
土佐出身的坂本龍馬遇刺時的佩刀「陸奧守吉行」是吉行的同名作品。為坂本家歷代傳承下來的刀，贈自哥哥權平。司馬遼太郎的小說中寫道此刀是姐姐阿榮所贈，但一般認為是小說家的創作。該刀之後繼續在坂本家流傳，1931年龍馬的子孫交贈京都國立博物館。

## 現狀
1931年起收藏在京都國立博物館的該刀由於刀身的彎曲度不足和刃文看似與吉行的一貫風格不同而曾經令人質疑其真假。2016年時館方經調查證實為真品。該館在2015年發現當年龍馬的子孫贈送時的記錄文字，當中提到1913年時該刀曾在北海道遭遇祝融而變形，暗殺時留下痕跡的刀鞘則在火災中燒毀；刃文經最新的機器驗查後，該館的學藝部上席研究員宮川禎一研判是實物。

## 備注
1. ↑  龍馬の愛刀「吉行」 的存檔，存档日期2015-07-06. - 高知縣立坂本龍馬記念館
2. ↑  久保智祥. . 2016年5月11日  [2016年10月25日]. （原始内容存档于2016年10月25日） （日语）.